# Kispatak (Fülöpfalva község)
Kispatak (ukránul: Річка [Ricska]) falu Ukrajnában, Kárpátalján, a Huszti járásban.

## Fekvése
Ökörmezőtől északnyugatra fekvő település.

## Nevének eredete
A Ricska helységnév ruszin víznévi eredetű, (1463: Ryczka patak (Bélay 136), Річка потік. A víznév alapja a ruszin-ukrán річка ’folyó, folyócska’ főnév. A magyar Kispatak elnevezés 1900-ban, a helységnévrendezés során jött létre a szláv Ricska név tükörfordításával (Mezőm1999: 323).

## Története
Kispatak nevét 1600-ban Rychke néven említették. (Bélay183). Későbbi névváltozatai: 1646-ban Riczka, 1715-ben, 1725-ben és 1773-ban Ricska, 1808-ban Ricska, Rička, Ryčka (lipszky:rep. 560), 1828-ban Ricska, 1913-ban Kispatak (hnt.), 1925-ben Rička (ComMarmUg. 108), 1944-ben Ricska, Рeчка (hnt.), 1983-bannРічка, Рeчка (Zo).
A trianoni békeszerződés előtt Máramaros vármegye Ökörmezői járásához tartozott. 1910-ben 941 lakosából 17 magyar, 134 német, 789 ruszin volt. Ebből 806 görögkatolikus, 131 izraelita volt.